# Miroslav Vicković
Miroslav Vicković (Cetinje, 27. maj 1951 — Podgorica, 9. jun 2004) bio je crnogorski političar i visoki funkcioner Liberalnog saveza Crne Gore.

## Porijeklo
Otac Miroslava Vickovića, Mihailo, bio je potporučnik i emigrant u crnogorskoj vojsci, i protivnik ujedinjenja Crne Gore i Srbije 1918. godine, te učesnik u Božićnom ustanku 1919. Bio je učesnik i vijećnik II zasjedanja AVNOJ-a, prvi ministar zdravlja i prvi poslijeratni gradonačelnik Cetinja. Majka Miroslava Vickovića, Anđa, rođ. Vrbica, umrla je kada je njemu bilo dvije godine.

## Biografija
Osnovnu školu i gimnaziju je završio na Cetinju, a Pravni fakultet u Podgorici. Od marta 1977. godine do avgusta 1990. radio u tadašnjem Republičkom sekretarijatu unutrašnjih poslova Crne Gore, gdje je bio šef Kabineta ministra policije. Nakon Antibirokratske revolucije napušta ovaj posao ne želeći da služi Miloševićevim namještenicima u Crnoj Gori i njihovoj politici.
Karijeru profesionalnog političara započinje marta 1995. godine u Liberalnom savezu Crne Gore, na mjesto izvršnog direktora Stranke. U periodu od 1992. do 1996. godine bio je odbornik LSCG u Skupštini opštine Podgorica. Godine 1997. biran je za poslanika u Skupštini Crne Gore sa liste koalicije Narodna sloga, kao i 1998, 2001. i 2002. godine sa liste Liberalnog saveza Crne Gore, obavljajući i funkciju šefa Poslaničkog kluba LSCG u Skupštini CG. Za predsjednika Liberalnog saveza izabran je prvi put 1999. godine na Konferenciji u Igalu, a na istu funkciju ponovo je izabran na Konferenciji 2002. godine, održanoj u Podgorici. Vicković je izabran za gradonačelnika Cetinja 2002. godine. Preminuo je u Podgorici 2004. nakon kratke i teške bolesti.
Miroslav Vicković je bio oženjen i otac je troje djece, Milice, Marije i Mirka.
Danas se vi grdno dijelite, i ne samo što se vi dijelite, nego i dijelite ovaj narod. A ja vam kažem da vi nemate pravo više da dijelite ovaj narod! Crnoj Gori je dosta tih podjela! Evo, mi u Narodnoj slozi smo uspjeli čini mi se, da maknemo tu olovnu ploču tih tragičnih podjela sa Crne Gore. A vi sada ponovo - ko je za Mila, a ko je za Moma! Ajmo jednom gospodo, ajmo da učinimo jedan ljudski napor, da ovaj narod shvati da ne može i ne smije biti nikakvih drugih podjela osim na ljude i neljude, na demokrate i antidemokrate, na one koji žele progres i na konzervativce.— O raskolu u DPS, Skupština Crne Gore, 1997. godine.

## Spoljašnje veze
- Zvanični sajt LSCG